# Word Is Out
Word is out es una canción pop compuesta por el dúo de compositores Mike Stock y Pete Waterman en 1989 para Kylie Minogue y es el primer sencillo de su cuarto álbum de estudio Let's Get to It.  

## Sencillos
7" Single PWL 9031-75450-7	año 1991
1. 	Word Is Out		3:34
2. 	Say The Word - I'll Be There		4:00
12" single año 1991
1. "Word Is Out" (Summer Breeze 12" mix) (7:41)
2. "Say the Word - I'll Be There" (4:00)
3. "Word Is Out" (Instrumental) (3:31)
CD single año 1991
1. "Word Is Out" (3:41)
2. "Word Is Out" (12" Version) (5:53)
3. "Say the Word - I'll Be There" (4:00)

## Charts
| Chart (1991) | Máxima posición |
| ------------ | --------------- |
| Australia    | 10              |
| Francia      | 50              |
| Irlanda      | 8               |
| Israel       | 5               |
| Reino Unido  | 16              |
| Sudáfrica    | 16              |